# 2587 Гарднер
2587 Гарднер (2587 Gardner) — астероїд головного поясу, відкритий 17 липня 1980 року.
Тіссеранів параметр щодо Юпітера — 3,183.